# Johannes Wosnitza

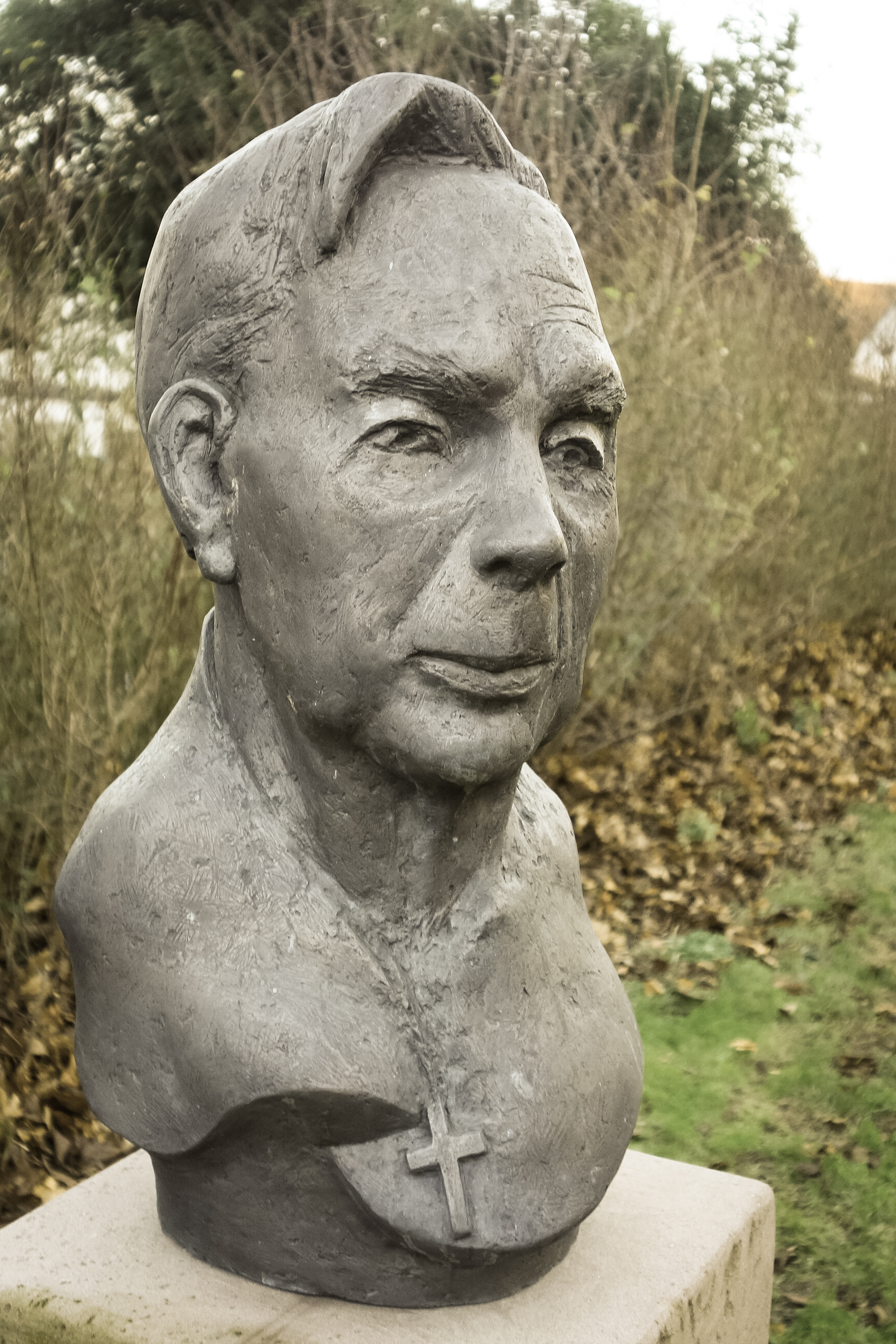
Büste Johannes Wosnitza

Johannes Wosnitza (* 20. September 1908 in Kroschnitz (1936–1945 Auendorf, Oberschlesien); † 7. April 1995 in Salzgitter-Gebhardshagen) war ein deutscher katholischer Priester und Domkapitular des Bistums Hildesheim. Wosnitza wirkte über vier Jahrzehnte als Pfarrer der katholischen Kirchengemeinde in Salzgitter-Gebhardshagen. Für sein karitatives Engagement wurde er 1985 mit dem Bundesverdienstkreuz am Bande ausgezeichnet.

## Jugend und Ausbildung
Johannes Wosnitza war eines von acht Kindern des Landwirtes Konstantin Wosnitza (* 1880, Ende 1914 im Ersten Weltkrieg vermisst und später für tot erklärt) und dessen Ehefrau Franziska, geb. Nowak (1873–1933). Namenspatron war der Heilige Johannes von Krakau, auf dessen Namen er in der Pfarrkirche von Raschau getauft wurde.
Von 1915 bis 1922 besuchte Wosnitza die Volksschule. Ab 1925 bereitete er sich in der Priesterausbildungsstätte in Bonn, der sogenannten Rosenburg, auf die Aufnahme in die Oberprima vor und legte 1929 im Beethovengymnasium in Bonn das Abitur ab. Anschließend studierte er bis 1933 an der Universität Bonn Theologie und Philosophie. Wosnitzas Wunsch war es, Seelsorger in einer Diasporagemeinde zu werden, und so trat er zum 1. Oktober 1933 in das Hildesheimer Priesterseminar ein.
Im Januar 1934 erhielt Wosnitza durch Bischof Nikolaus Bares die Subdiakonatsweihe. Bischof Joseph Godehard Machens spendete ihm am 30. August 1934 die Diakonatsweihe und am 22. September 1934 die Priesterweihe. Im Oktober 1934 trat Wosnitza in der Gemeinde St. Ludwig in Celle seine erste Stelle als Kaplan an.
Von Celle wurde er im Oktober 1935 zur St.-Bonifatius-Gemeinde in Hamburg-Wilhelmsburg versetzt, wo er ebenfalls als Kaplan tätig war. Als gebürtiger Oberschlesier sprach Wosnitza perfekt Polnisch und wurde so zum neuen „Polenpastor“ von St. Bonifatius. In diesem Zusammenhang wurde er im November 1939 von der Geheimen Staatspolizei vorgeladen. Hier musste er „durch eigenhändige Unterschrift davon Kenntnis nehmen, dass die Predigt auf Polnisch und eigene Gottesdienste für Polen in Deutschland verboten sind.“ Im Juli 1940 erteilte der Hildesheimer Generalvikar Offenstein Wosnitza die Aufgabe, die seelsorgerische Betreuung der polnischen Bevölkerung (Polenseelsorge) für die Diözese Hildesheim zu übernehmen und zu organisieren.

## Pfarrer in Gebhardshagen
Am 24. März 1941 wurde Wosnitza als Pfarrer nach Gebhardshagen berufen. Im Zuge des Aufbaus der Reichswerke Hermann Göring seit Juli 1937 waren zahlreiche Arbeitnehmer in das Gebiet der heutigen Stadt Salzgitter gezogen, womit auch die Zahl der Katholiken stark gestiegen war. Gebhardshagen gehörte anfangs zur Pfarrgemeinde Peter und Paul in Wolfenbüttel, wegen der steigenden Zahl an Katholiken wurde Gebhardshagen mit den umliegenden Gemeinden im März 1941 als eigenständige Pfarrvikarie „Wolfenbüttel Land IV“ abgespalten. Kennzeichnend für die Zeit bis 1945 waren die ständigen Repressalien durch den Staat, wie z. B. häufige Kontrollen und Vorladungen durch die Gestapo, Beschlagnahmungen sowie Drohungen über eine mögliche Deportation in ein Konzentrationslager. Gottesdienste in öffentlichen Räumen waren untersagt, so dass Wosnitza diese in den ersten Jahren in seiner Wohnung oder in Privatwohnungen der Gemeindemitglieder abhielt. Anfang 1943 änderte sich die restriktive Haltung der Nazis und die Gemeinde erhielt die mündliche Erlaubnis, einen Raum in der Gaststätte „Zur Deutschen Eiche“ zu nutzen. Nachdem diese im November 1944 durch eine Luftmine zerstört worden war, stellte die evangelische Gemeinde die St. Nikolai-Kirche für Gottesdienste zur Verfügung.

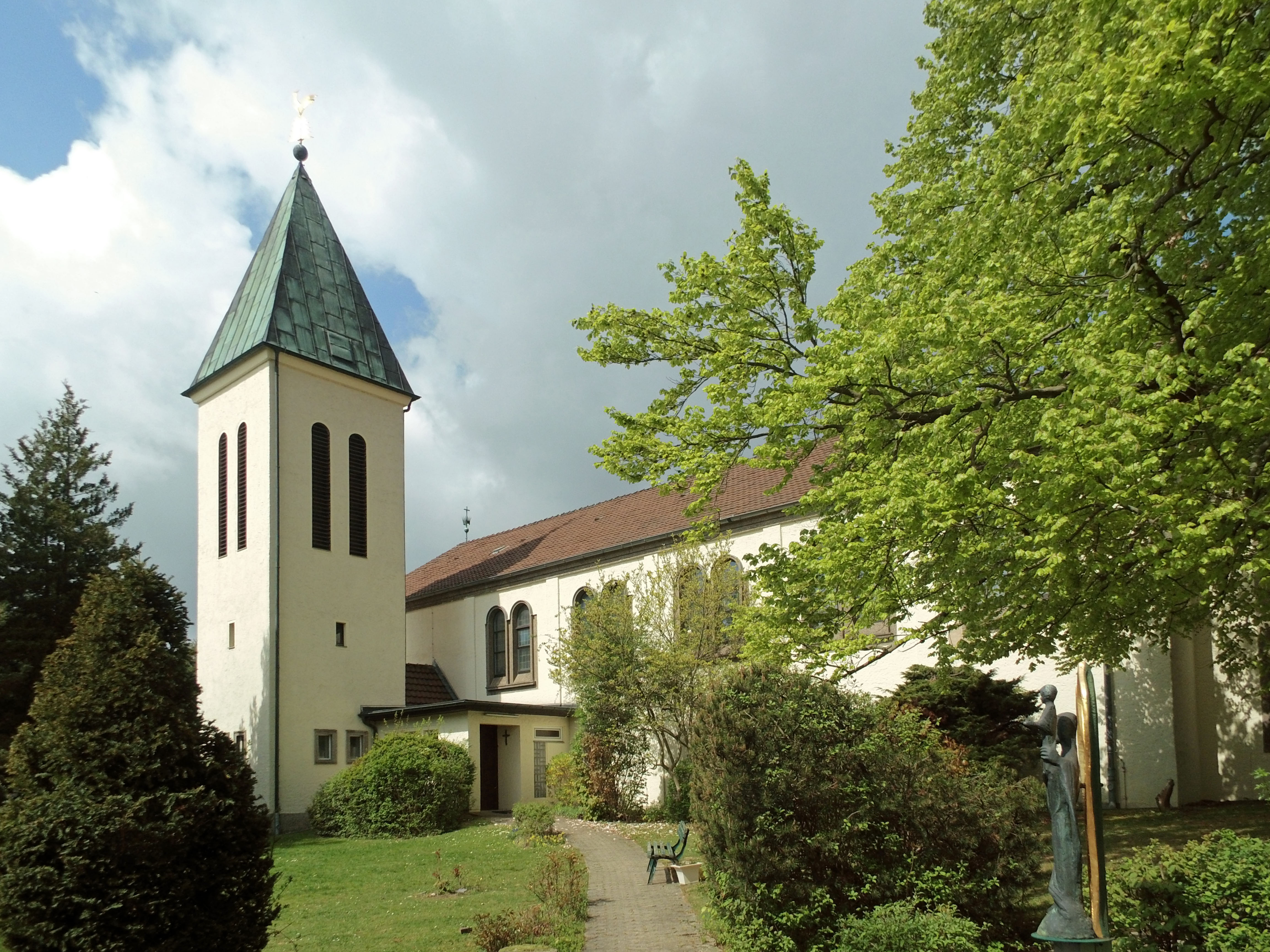
St.-Gabriel-Kirche in Gebhardshagen

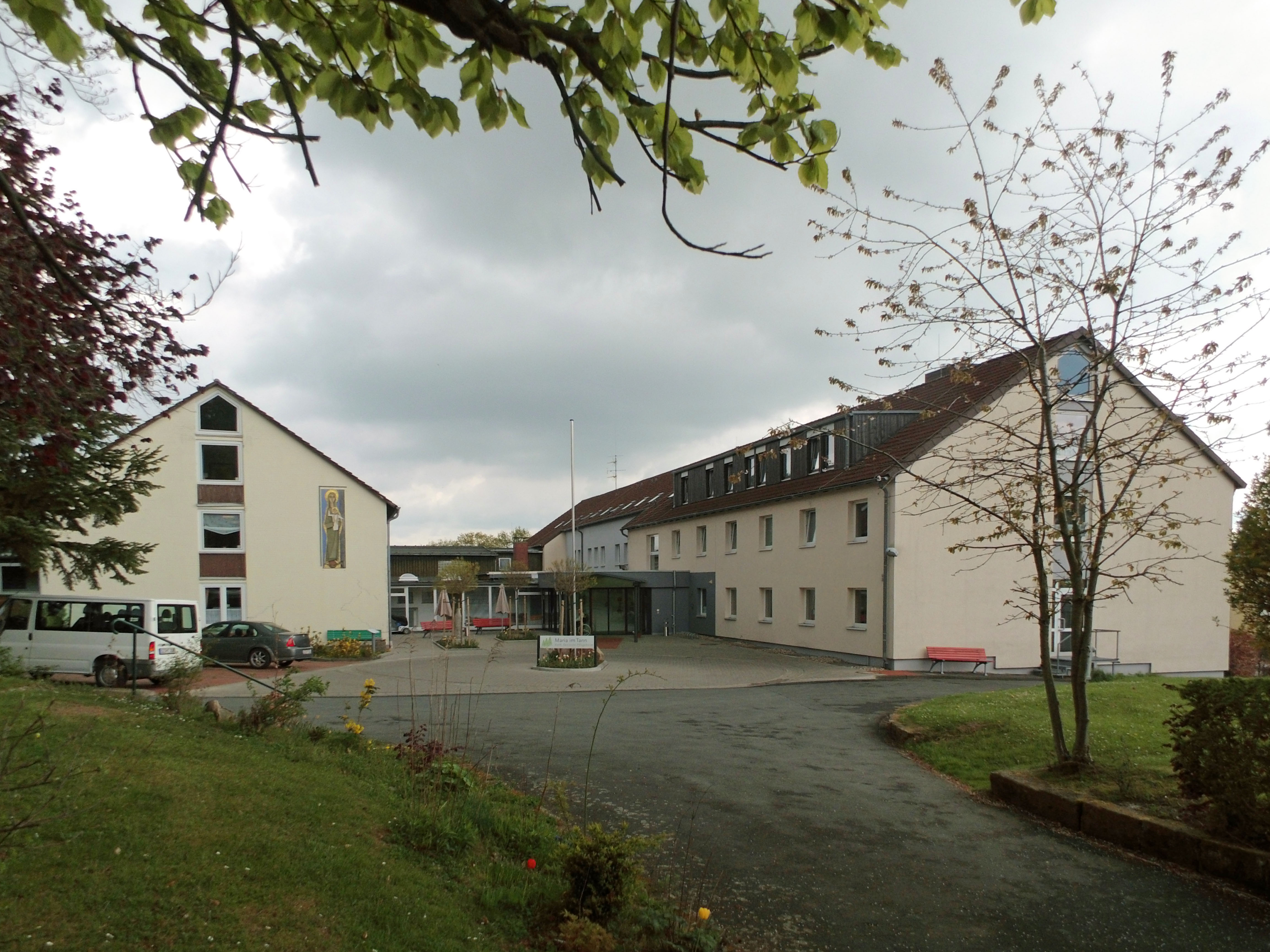
Altenheim „Maria im Tann“

Ab Sommer 1945 nutzte die Gemeinde verschiedene Räume der Schule am Sonnenberg. Im Frühjahr 1953 konnte endlich der Bau einer eigenen Kirche begonnen werden und am 13. September 1953 wurde die St.-Gabriel-Kirche als eine der ersten Kirchen Salzgitters seit Kriegsende durch Bischof Joseph Godehard Machens feierlich benediziert. In den folgenden Jahren wurde die künstlerische Ausstattung der Kirche unter Leitung von Wosnitza vervollständigt, wobei viele Entwürfe nach seinen Vorgaben angefertigt wurden. Einer langen Freundschaft Wosnitzas mit dem Bildhauer Joseph Krautwald zufolge wurden sowohl die Kirche als auch das Altenheim Maria im Tann mit Werken dieses Künstlers ausgestattet. Weitere Künstler, mit denen Wosnitza enge Kontakte pflegte und die zur Ausstattung beigetragen hatten, waren der Wolfsburger Goldschmiedemeister und Bildhauer Raimund Lange (1928–2006) und der Emailkünstler und Grafiker Wilhelm Keudel (1913–1974), unter dessen Leitung der Altarraum 1972 umgestaltet wurde.
Nach Fertigstellung der St.-Gabriel-Kirche widmete Wosnitza sich verstärkt karitativen Aufgaben. Als sichtbares Ergebnis seines Einsatzes entstand ab 1958 in Gebhardshagen das Caritaszentrum „Maria im Tann“ mit Kindergarten, Altenheim und Altenwohnungen. Das Haus und die Kapelle wurden im Februar 1960 durch Bischof Heinrich Maria Janssen geweiht. Zu den weiteren Ereignisse aus seiner Amtszeit zählt der Umbau der Kirche 1972, der den geänderten Richtlinien des II. Vatikanischen Konzils (1962–1965) zur Liturgiereform Rechnung trug. Hierbei wurden u. a. die Altarschranken, die beiden Seitenaltäre der Ostwand sowie das Wandbild des Altarraums entfernt. Altar, Ambo, Kredenz und Tabernakelstele wurden in Travertin (einem Kalkstein) nach den Plänen von Wilhelm Keudel gestaltet. Die Kirche erhielt 1975 eine Orgel. Der Glockenturm wurde erst 1982 errichtet, da dessen Bau bis dahin aus finanziellen Gründen immer wieder zurückgestellt worden war.
Zum 31. Dezember 1985 trat Wosnitza in den Ruhestand. Er lebte weiterhin in Gebhardshagen und zog dort in eine der Altenwohnungen von „Maria im Tann“. Er blieb auch weiter aktiv, so gehörte die Seelsorge für das Altenzentrum zu seinen Aufgaben und er las dort täglich die Heilige Messe. Häufig übernahm er auch Vertretungen in seiner und den umliegenden Gemeinden. Am 7. April 1995 starb Johannes Wosnitza im Alter von 86 Jahren. An ihn erinnert ein 1980 aufgestellter Gedenkstein im Caritaszentrum und eine 2016 von der Braunschweiger Bildhauerin Sabine Hoppe geschaffene und an Gebhardshagens „Historischem Pfad“ (am Weddemweg) aufgestellte Bronzebüste.

## Ehrungen

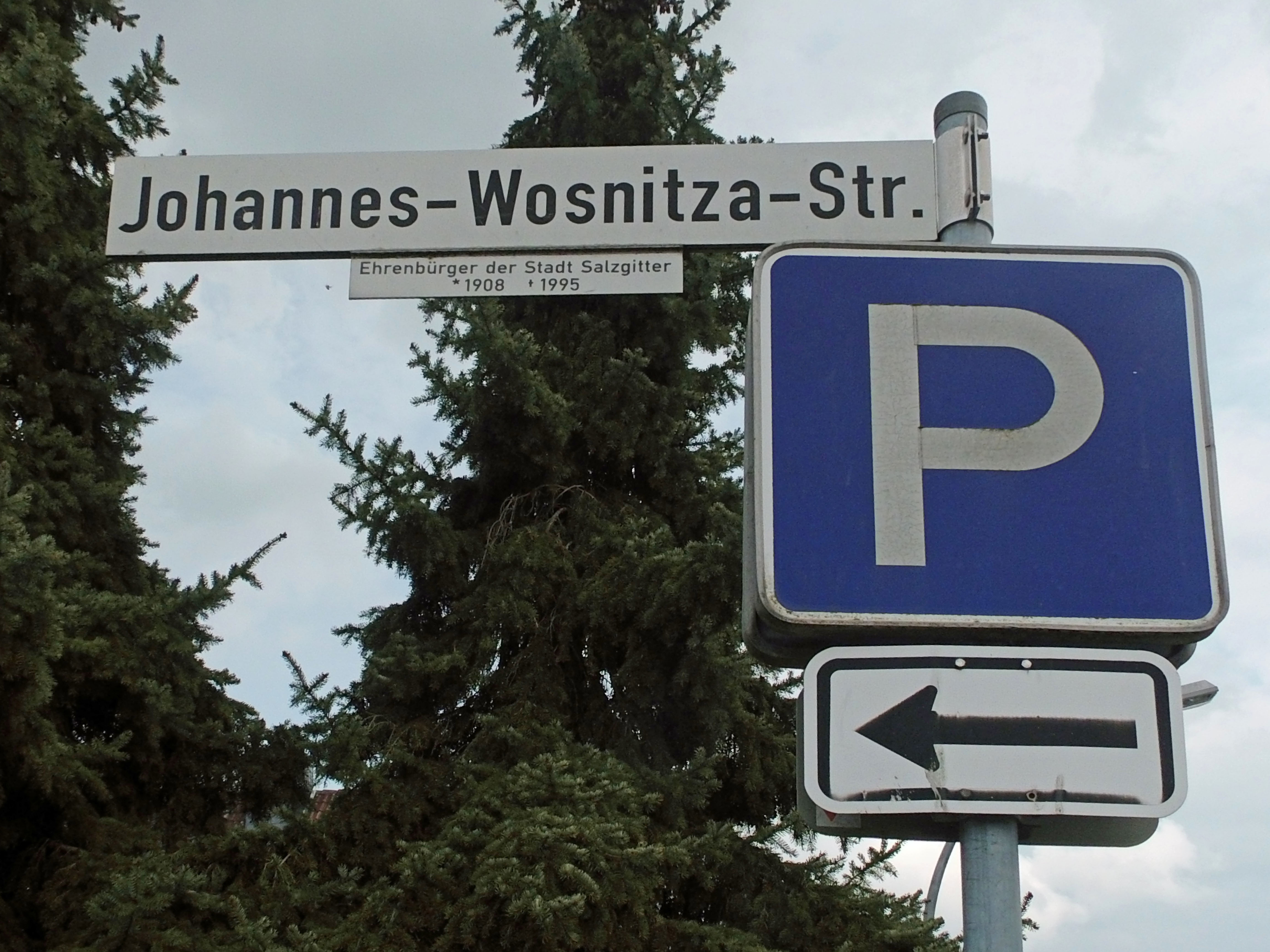
Johannes-Wosnitza-Straße

Bischof Heinrich Maria Janssen verlieh Wosnitza 1966 den Titel eines Geistlichen Rates a(d) h(onorem) und ernannte ihn 1981 zum Ehrendomkapitular. Wosnitza wurde 1985 mit dem Verdienstkreuz am Bande des Verdienstordens ausgezeichnet. Die Stadt Salzgitter verlieh ihm 1983 die Stadtmedaille und ernannte ihn im Mai 1989 zum Ehrenbürger. In der Begründung hierzu hieß es: „Johannes Wosnitza hat sich seit dem Jahr 1941, anfangs unter schwierigsten Bedingungen, als Seelsorger um die Menschen unserer Stadt gekümmert. Sein unermüdlicher und gütiger Einsatz schaffte Betreuungsmöglichkeiten für Kinder, Behinderte und ältere Menschen, er hat so wesentlich am Aufbau des sozialen Bereiches unseres kommunalen Gemeinwesens mitgewirkt.“ Auch eine Straße in Gebhardshagen wurde nach ihm benannt.